# Storage
In informatica con il termine storage si identificano i dispositivi hardware, i supporti per la memorizzazione, le infrastrutture ed i software dedicati alla memorizzazione non volatile di grandi quantità di informazioni in formato elettronico.
Il mercato dello storage è quel settore di mercato ICT che si occupa delle esigenze di memorizzazione di grandi quantità di dati.
Esso si può dividere nei seguenti ambiti applicativi: 
- file sharing, ossia tutte le esigenze di condivisione di informazioni tra diversi server e tra i server e i personal computer;
- data backup, ossia tutte le esigenze di creazione di copie delle informazioni da riutilizzare nel caso la versione originale venga danneggiata o persa.

In italiano un termine che potrebbe sostituire quello inglese è (sistema di) archiviazione (dati), da utilizzare preferibilmente al posto di "immagazzinamento".

## Supporti fisici per la memorizzazione non volatile

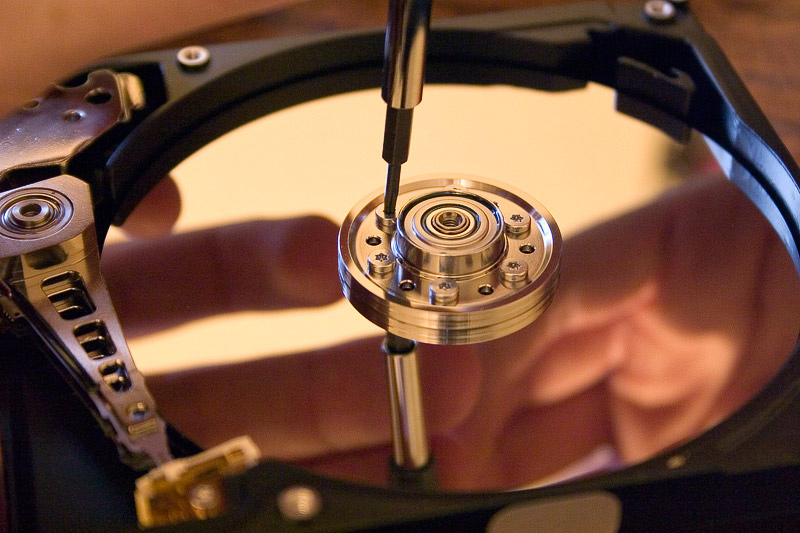
Un hard disk è costituito da uno o più dischi metallici ricoperti da una superficie magnetica

Con il termine memorizzazione non volatile si intende la possibilità di immagazzinare delle informazioni in maniera persistente con una ragionevole probabilità che l'informazione rimanga inalterata per un ragionevole lasso di tempo.
La memoria RAM di un computer è la tipica memoria che, al contrario, è volatile. Infatti è sufficiente che venga a mancare la corrente elettrica perché tutte le informazioni in essa immagazzinate vadano perdute.
Per poter memorizzare in maniera persistente le informazioni in formato digitale binario (sequenza di bit) è necessaria avere un supporto fisico con le seguenti caratteristiche:
- sul supporto possono essere scritte almeno una volta sequenze di bit;
- le sequenze di bit scritte rimangono inalterate a meno di una specifica operazione di modifica;
- le sequenze di bit possono essere lette un numero elevato di volte senza alterarle.

Esistono molti supporti fisici che rispondono a queste caratteristiche, ma nella storia dell'informatica solo alcuni si sono affermati e sono tuttora utilizzati:
- Schede perforate (ormai in disuso);
- Nastri magnetici;
- Dischi magnetici (hard disk e floppy disk);
- Dischi ottici;
- Memoria flash.

## Dispositivi hardware

### Dispositivi a nastro

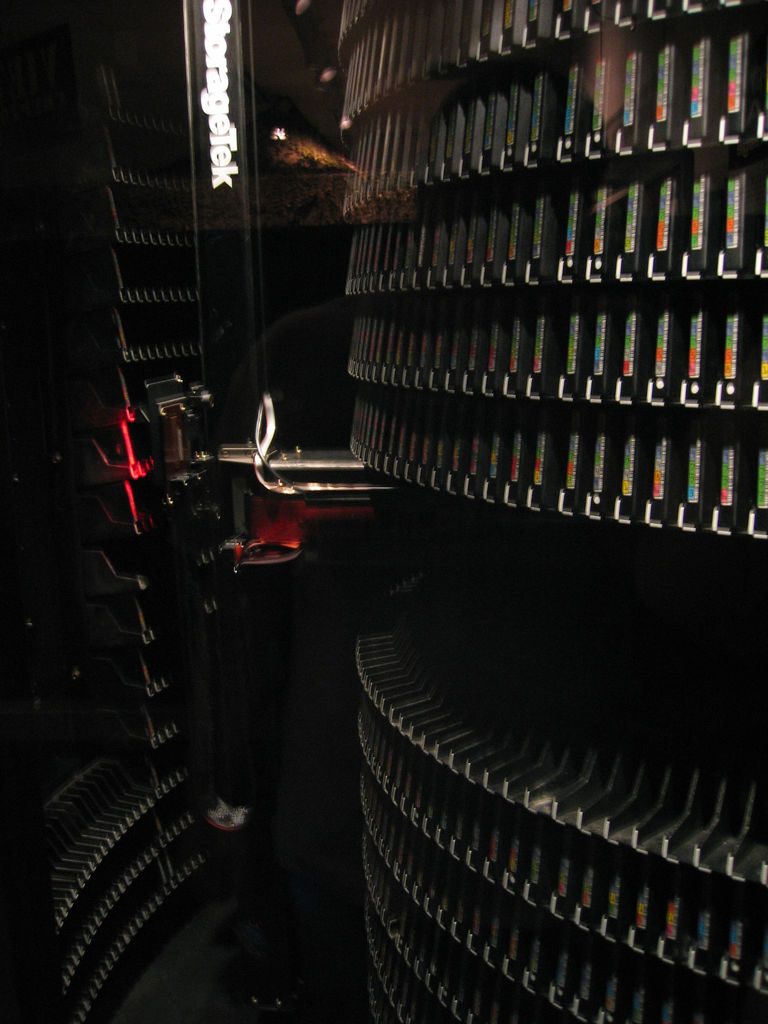
Una grande tape library è costituita da centinaia di cassette. Un braccio meccanico (detto "piker") dotato di lettore ottico è in grado di riconoscere le cassette tramite i codice a barre.

I nastri magnetici hanno lo svantaggio di permettere solo l'accesso sequenziale e hanno il vantaggio di essere il supporto più economico a parità di quantità di informazione memorizzata. Queste due caratteristiche li rendono lo strumento ideale per il backup e l'archiviazione di grandi quantità di dati che richiedono di essere utilizzate raramente.
La gamma di prodotti è molto ampia e spazia dalle unità nastro a singola cassetta che possono essere montate all'interno di server o sono collegabili agli stessi tramite porte (come una porta USB), fino alle tape library che possono gestire anche centinaia di cassette e che vengono, normalmente, collegate ai server tramite SAN.

### Disk array
I dischi magnetici sono il supporto ideale per tutte le applicazioni di file sharing dove è richiesto di poter accedere on-line alle informazioni memorizzate.
La soluzione più semplice basata sui dischi è il Direct Attached Storage (DAS): ogni server è "direttamente collegato" con unità a disco dedicate che contengono sia le applicazioni che i dati. Questo tipo di soluzione necessita di allocare spazio-disco in maniera dedicata al singolo server; al crescere del numero di server possono insorgere due problemi:
- efficienza: ogni server può utilizzare solo il proprio spazio disco con il rischio che i dischi di un server siano utilizzati al limite delle capacità degli stessi mentre quelli di un altro server siano sotto-utilizzati.
- complessità: un elevato numero di dischi comporta maggiori costi di gestione.

Quando il numero di server aumenta è più conveniente mettere a fattor comune lo storage utilizzando apparati dedicati alla memorizzazione che siano accessibili a tutti i server: questi apparati, composti da una serie di dischi (disk array), hanno la capacità di condividere i dischi tra i vari server, che li utilizzano come se fossero dischi propri, ma danno la possibilità di allocarli in maniera flessibile a seconda delle esigenze. Inoltre è possibile fare una copia di backup dell'intero disk array.

### Optical juke box
Gli optical juke box sono dispositivi di memorizzazioni basati su dischi ottici. Dal momento che i dischi ottici non sono facilmente riscrivibili, tali apparati vengono normalmente utilizzati in modalità write once read many (WORM), ossia vengono utilizzati per memorizzare informazioni che non dovranno più essere modificate. Inoltre, dato che i dischi ottici possono mantenere inalterate i dati per un periodo di tempo più lungo rispetto ai nastri (30-50 anni contro i 10-15 di un nastro), gli optical juke box vengono utilizzati per memorizzare i dati che per obblighi di legge devono essere mantenuti per un periodo di tempo molto lungo.
Un altro campo specifico di utilizzo è quello medico: gli optical juke box possono essere utilizzati per memorizzare le cartelle cliniche dei pazienti con tutti i file multimediali associati (lastre radiografiche, ecografie, scansioni, ecc.).

## Principali aziende produttrici
Le principali aziende operanti a livello mondiale nel mercato dello storage sono:
- Hewlett Packard Enterprise (HPE)
- IBM
- EMC Corporation
- Sun Microsystems
- Dell
- Hitachi Data System
- Huawei